# Campeonato Europeo de RS:X
El Campeonato Europeo de RS:X es la máxima competición de la clase de vela RS:X a nivel europeo. Se realiza anualmente desde 2006 bajo la organización de la Federación Europea de Vela (EUROSAF). Este tipo de vela es una clase olímpica desde los Juegos Olímpicos de Pekín 2008.

## Palmarés

### Masculino
| Núm. | Año  | Sede                    | Oro                              | Plata                                   | Bronce                           |
| ---- | ---- | ----------------------- | -------------------------------- | --------------------------------------- | -------------------------------- |
| I    | 2006 | Alaçatı ( Turquía)      | Nick Dempsey Reino Unido         | Joeri van Dijk · Países Bajos           | Nicolas Huguet Francia           |
| II   | 2007 | Limassol ( Chipre)      | Przemysław Miarczyński · Polonia | Nicolas Le Gal Francia                  | Piotr Myszka · Polonia           |
| III  | 2008 | Brest ( Francia)        | João Rodrigues Portugal          | Julien Bontemps Francia                 | Przemysław Miarczyński · Polonia |
| IV   | 2009 | Tel-Aviv ( Israel)      | Shahar Zubari Israel             | Julien Bontemps Francia                 | Samuel Launay Francia            |
| V    | 2010 | Sopot · ( Polonia)      | Shahar Zubari Israel             | Vyron Kokkalanis · Grecia               | Piotr Myszka · Polonia           |
| VI   | 2011 | Burgas ( Bulgaria)      | Piotr Myszka · Polonia           | Vyron Kokkalanis · Grecia               | Iván Pastor · España             |
| VII  | 2012 | Madeira ( Portugal)     | Przemysław Miarczyński · Polonia | Vyron Kokkalanis · Grecia               | Piotr Myszka · Polonia           |
| VIII | 2013 | Brest ( Francia)        | Vyron Kokkalanis · Grecia        | Shahar Zubari Israel                    | Pierre Le Coq Francia            |
| IX   | 2014 | Çeşme ( Turquía)        | Piotr Myszka · Polonia           | Julien Bontemps Francia                 | Przemysław Miarczyński · Polonia |
| X    | 2015 | Mondello · ( Italia)    | Paweł Tarnowski · Polonia        | Dorian van Rijsselberghe · Países Bajos | Louis Giard Francia              |
| XI   | 2016 | Helsinki · ( Finlandia) | Thomas Goyard Francia            | Kieran Holmes-Martin Reino Unido        | Paweł Tarnowski · Polonia        |
| XII  | 2017 | Marsella ( Francia)     | Louis Giard Francia              | Vyron Kokkalanis · Grecia               | Mattia Camboni · Italia          |
| XIII | 2018 | Sopot · ( Polonia)      | Mattia Camboni · Italia          | Yoav Omer Israel                        | Shahar Zubari Israel             |
| XIV  | 2019 | El Arenal · ( España)   | Kiran Badloe · Países Bajos      | Dorian van Rijsselberghe · Países Bajos | Thomas Goyard Francia            |
| XV   | 2020 | Vilamoura ( Portugal)   | Yoav Cohen Israel                | Shahar Zubari Israel                    | Kiran Badloe · Países Bajos      |
| XVI  | 2021 | Vilamoura ( Portugal)   | Kiran Badloe · Países Bajos      | Mattia Camboni · Italia                 | Ofek Elimelech Israel            |

### Femenino
| Núm. | Año  | Sede                    | Oro                             | Plata                           | Bronce                          |
| ---- | ---- | ----------------------- | ------------------------------- | ------------------------------- | ------------------------------- |
| I    | 2006 | Alaçatı ( Turquía)      | Blanca Manchón · España         | Bryony Shaw Reino Unido         | Antonía-Athiná Frey · Grecia    |
| II   | 2007 | Limassol ( Chipre)      | Marina Alabau · España          | Alessandra Sensini · Italia     | Blanca Manchón · España         |
| III  | 2008 | Brest ( Francia)        | Marina Alabau · España          | Charline Picon Francia          | Faustine Merret Francia         |
| IV   | 2009 | Tel-Aviv ( Israel)      | Marina Alabau · España          | Blanca Manchón · España         | Bryony Shaw Reino Unido         |
| V    | 2010 | Sopot · ( Polonia)      | Marina Alabau · España          | Laura Linares · Italia          | Zofia Klepacka · Polonia        |
| VI   | 2011 | Burgas ( Bulgaria)      | Zofia Klepacka · Polonia        | Lee Korzits Israel              | Pauline Perrin Francia          |
| VII  | 2012 | Madeira ( Portugal)     | Marina Alabau · España          | Maayan Davidovich Israel        | Tuuli Petäjä · Finlandia        |
| VIII | 2013 | Brest ( Francia)        | Charline Picon Francia          | Bryony Shaw Reino Unido         | Blanca Manchón · España         |
| IX   | 2014 | Çeşme ( Turquía)        | Charline Picon Francia          | Marina Alabau · España          | Zofia Klepacka · Polonia        |
| X    | 2015 | Mondello · ( Italia)    | Bryony Shaw Reino Unido         | Małgorzata Białecka · Polonia   | Zofia Noceti-Klepacka · Polonia |
| XI   | 2016 | Helsinki · ( Finlandia) | Charline Picon Francia          | Zofia Noceti-Klepacka · Polonia | Stefaniya Yelfutina · Rusia     |
| XII  | 2017 | Marsella ( Francia)     | Zofia Noceti-Klepacka · Polonia | Stefaniya Yelfutina · Rusia     | Flavia Tartaglini · Italia      |
| XIII | 2018 | Sopot · ( Polonia)      | Zofia Noceti-Klepacka · Polonia | Stefaniya Yelfutina · Rusia     | Emma Wilson Reino Unido         |
| XIV  | 2019 | El Arenal · ( España)   | Lilian de Geus · Países Bajos   | Emma Wilson Reino Unido         | Charline Picon Francia          |
| XV   | 2020 | Vilamoura ( Portugal)   | Charline Picon Francia          | Katy Spychakov Israel           | Zofia Noceti-Klepacka · Polonia |
| XVI  | 2021 | Vilamoura ( Portugal)   | Charline Picon Francia          | Lilian de Geus · Países Bajos   | Zofia Noceti-Klepacka · Polonia |

## Medallero histórico
- Hasta Vilamoura 2021.

| Núm. | País         | Oro | Plata | Bronce | Total |
| ---- | ------------ | --- | ----- | ------ | ----- |
| 1    | Polonia      | 8   | 2     | 11     | 21    |
| 2    | Francia      | 7   | 5     | 8      | 20    |
| 3    | España       | 6   | 2     | 3      | 11    |
| 4    | Israel       | 3   | 6     | 2      | 11    |
| 5    | Países Bajos | 3   | 4     | 1      | 8     |
| 6    | Reino Unido  | 2   | 4     | 2      | 8     |
| 7    | Grecia       | 1   | 4     | 1      | 6     |
| 8    | Italia       | 1   | 3     | 2      | 6     |
| 9    | Portugal     | 1   | 0     | 0      | 1     |
| 10   | Rusia        | 0   | 2     | 1      | 3     |
| 11   | Finlandia    | 0   | 0     | 1      | 1     |
|      | TOTAL        | 32  | 32    | 32     | 96    |